# 尚志镇
尚志镇是中国黑龙江省哈尔滨市尚志市下辖的一个镇，位于黑龙江省东南部，301国道、缤绥铁路穿境。

## 行政区划
尚志镇下辖以下地区：
笃信社区、纺织社区、兴盛社区、民族社区、红星社区、康安社区、胜利社区、站前社区、爱民社区、新建社区、腾飞社区、红旗村、红光村、胜利村、城西村、向阳村、南平村、红房子村和东安村。